# Eppendorfer Weg

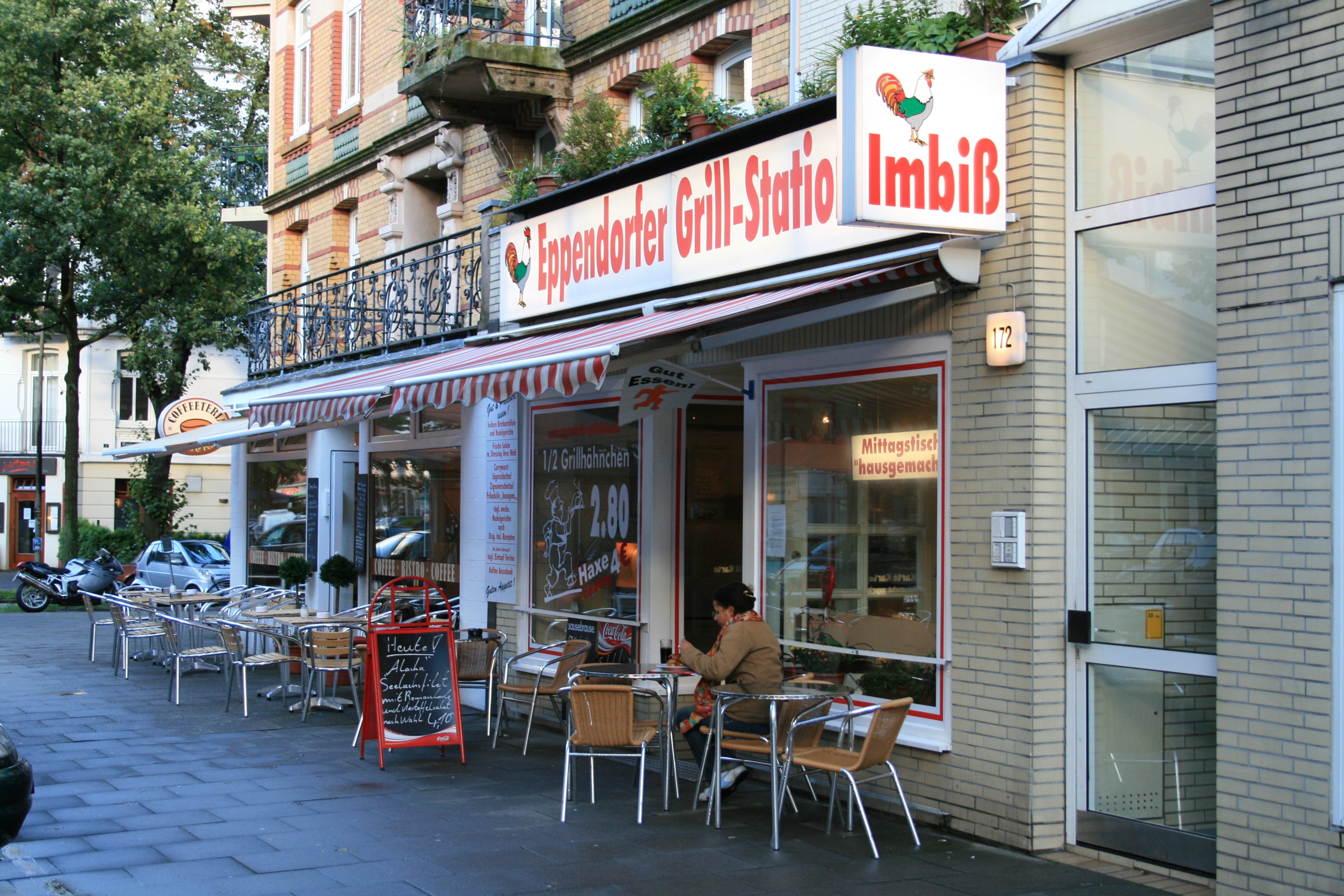
Die Eppendorfer Grill-Station im Eppendorfer Weg 172, Drehort der Fernsehsendung Dittsche

Der Eppendorfer Weg in Hamburg ist eine rund 3 km lange Straße. Er verläuft von Südwesten nach Nordosten in den Stadtteilen Eimsbüttel, 760 m in Hoheluft-West und 730 m in Hoheluft-Ost und ist gekennzeichnet durch eine hohe Dichte an Restaurants und kleinen Geschäften. Es existiert noch viel Gebäudebestand aus der Gründerzeit, von dem einige als Kulturdenkmal anerkannt sind. Der amtliche Straßenschlüssel des Eppendorfer Wegs ist E197. Auf Eimsbütteler Gebiet wird er von der Ottersbek unterquert.

## Verlauf
Der Eppendorfer Weg verbindet Eimsbüttel mit Eppendorf und verläuft über die gesamte Länge parallel zwischen dem Ring 2 und dem Isebekkanal. Der gesamte Straßenverlauf ist einspurig ohne separaten Fahrradweg, wobei ein kleines Stück kurz vor seinem Ende Einbahnstraße ist. Seit Ende 2018 wird der Eppendorfer Weg abschnittsweise in eine Tempo 30 Zone umgewandelt.
Der Eppendorfer Weg endet in Hoheluft-Ost an der Grenze zu Eppendorf, wo er in die Eppendorfer Landstraße übergeht.

## Geschichte
Der Abschnitt östlich der Hoheluftchaussee wurde ab 1896 auf dem ehemaligen Landsitz Wilhelm Gosslers angelegt und hieß ursprünglich Gosslerstraße. Hier liegt auch die St.-Markus-Kirche. Die Gosslerstraße verband den Eppendorfer Weg mit der Adlerstraße, die wiederum zum Lehmweg (am Übergang zur Eppendorfer Landstraße) führte. Um durch die Eingemeindungen des Groß-Hamburg-Gesetzes vorhandene doppelte Straßennamen zu vermeiden, wurden alle drei Straßen 1950 zum Eppendorfer Weg zusammengelegt.